# Chronologie de la France sous Louis XIV
 (octobre 2012).
Si vous disposez d'ouvrages ou d'articles de référence ou si vous connaissez des sites web de qualité traitant du thème abordé ici, merci de compléter l'article en donnant les références utiles à sa vérifiabilité et en les liant à la section « Notes et références ».
Ceci est une chronologie présentant la France sous Louis XIV (1643-1715). À ce sujet, voir également l'article rédigé sur Louis XIV. 

Territoire sous règne français et conquêtes de 1552 à 1798

Pour un article plus général, voir Chronologie de la France.

## 1643
- Crises de subsistance, émeutes paysannes dans le centre, le sud et l'ouest.
- Antoine Arnauld, De la fréquente communion.
- Tristan L'Hermite, Le Page disgracié.
- 16 avril : extension du pouvoir des intendants.
- 14 mai : Louis XIII meurt d'une péritonite et Louis-Dieudonné XIV le Grand devient roi de France à quatre ans et demi.
- 18 mai : un lit de justice cassant le testament de Louis XIII donne la régence à Anne d'Autriche.
- 19 mai : Condé bat décisivement les Espagnols de Francisco de Melo à Rocroi.
- 20 mai : Anne d'Autriche choisit le cardinal Mazarin comme principal ministre pour la direction des conseils.
- Juin-septembre: soulèvement des Croquants du Rouergue. L'intendant de Haute-Guyenne, Charreton, bloqué par une troupe de 10 000 paysans, fut contraint de ramener la taille au niveau des années 1620.
- Juillet : extension des pouvoirs de contrainte des intendants. La résistance antifiscale est désormais assimilée à un crime de lèse-majesté.
- 2 septembre : arrestation et emprisonnement de François de Bourbon-Vendôme, duc de Beaufort (1616-1669) qui était impliqué dans la Cabale des Importants destinée à éloigner Mazarin de la Régente.
- 4 septembre : victoire de Maillé-Brézé sur la flotte espagnole au large de Carthagène.
- Octobre : révolte antifiscale en Touraine.

## 1644
- Nouvelle vague de peste.
- Claude Lancelot, Nouvelle méthode pour apprendre facilement et en peu de temps la langue latine.
- René Descartes, Principes de la philosophie, en latin (édition française en 1647)
- Mars : édit du toisé instituant de lourdes taxes sur la superficie des terrains construits dans les faubourgs de Paris aux abords des murailles à l'instigation du contrôleur général des Finances, Particelli d'Emery. Cette mesure provoque le mécontentement des Parisiens et du Parlement qui refuse d'enregistrer l'édit.
- Juillet : la régente accorde la noblesse au 1er degré aux magistrats du parlement de Paris.
- Août : taxe des Aisés taxant les marchands de Paris à l'instigation du contrôleur général des Finances, Particelli d'Emery. Il se heurte une nouvelle fois à l'opposition du Parlement qui restreint l'assiette aux intéressés aux prêts au roi, c'est-à-dire aux financiers.
- 3-9 août : Condé arrache Fribourg-en-Brisgau aux Bavarois.
- 12 septembre : Turenne prend Philippsburg, puis reconquiert la rive gauche du Rhin.
- 4 décembre : ouverture des conférences de Westphalie entre les belligérants, à Münster (catholiques) et Osnabrück (protestants).

## 1645
- 5 mai : guerre de Trente Ans : bataille de Mergentheim.
- Août : emprisonnement de Molière pour dette. Faillite de l'Illustre Théâtre.
- 3 août : guerre de Trente Ans : Condé et Turenne vainqueurs à la bataille de Nördlingen.
- 7 septembre : lit de justice imposant au Parlement l'enregistrement de plusieurs textes discutés.

## 1646

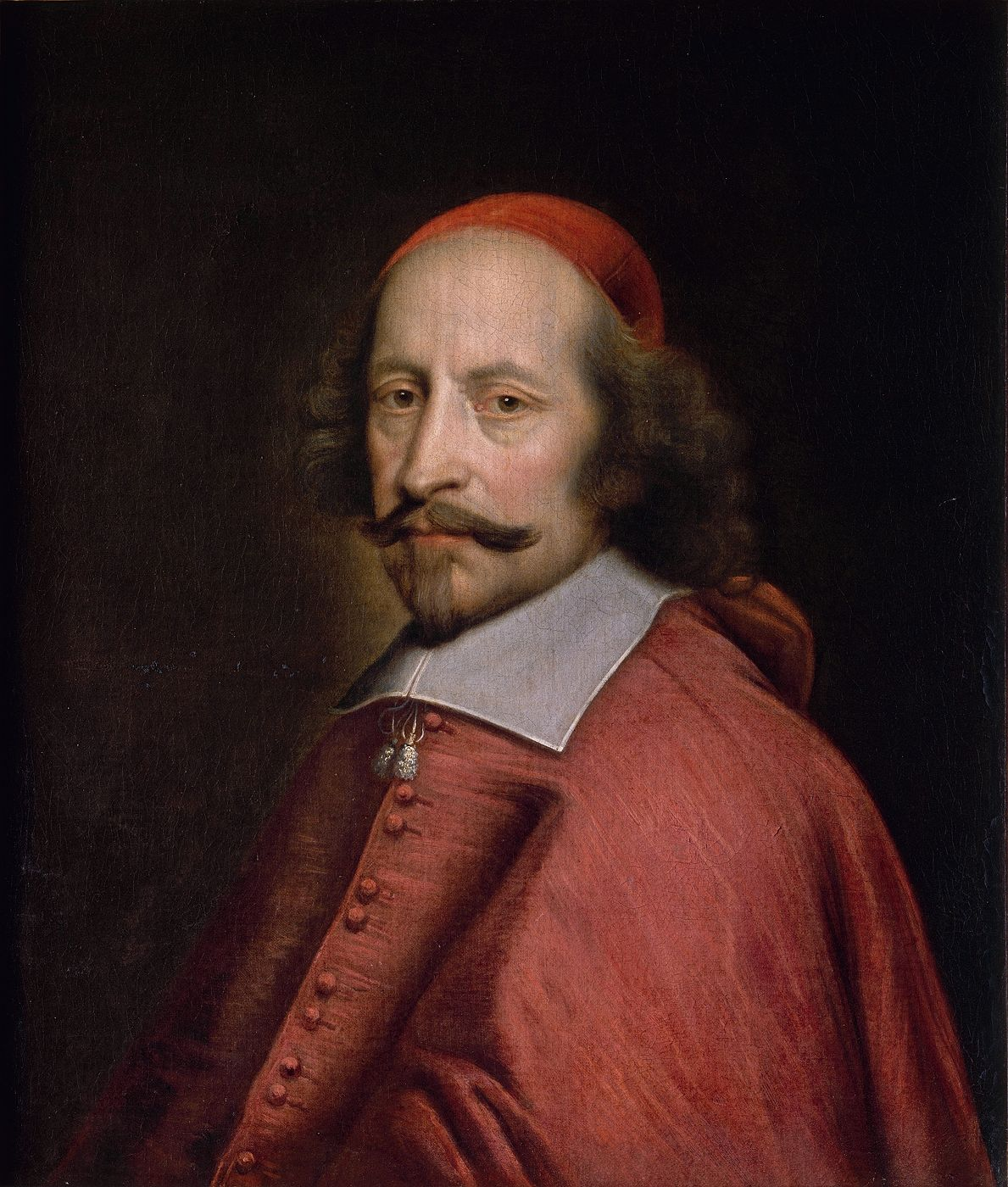
Portrait du cardinal Mazarin, 1658-1660.

- 15 mars : Mazarin, parrain du roi, est nommé surintendant de son éducation et de celle de son frère, le duc d'Anjou.
- 11 mai - 14 juin : bataille d'Orbetello. La flotte française de Provence commandée par le maréchal de Brézé et le prince Thomas de Savoie tente un débarquement sur le préside de Toscane d'Orbetello mais en vain.
- 28 septembre : Turenne met le siège devant Augsbourg.
- Octobre : 
  - édit du tarif augmentant les droits d'entrée des marchandises dans la capitale.
  - la flotte française de Provence s'empare de l'île d'Elbe sur les Espagnols. L'île va servir de base aux corsaires français qui vont ainsi parasiter l'ensemble du trafic en Méditerranée occidentale.
- 11 octobre : Condé prend Dunkerque aux Espagnols au terme d'un siège de 17 jours.

## 1647
- 14 mars : guerre de Trente Ans : la France, la Bavière et la Suède signent l'armistice d'Ulm.
- 18 juin : guerre de Trente Ans : échec du siège de Lérida par Condé.
- 18 juillet : Particelli d'Emeri est nommé surintendant des Finances.
- Octobre : les Napolitains, insurgés, se placent sous l'autorité du roi de France.

## 1648
- Banqueroute de l'État.

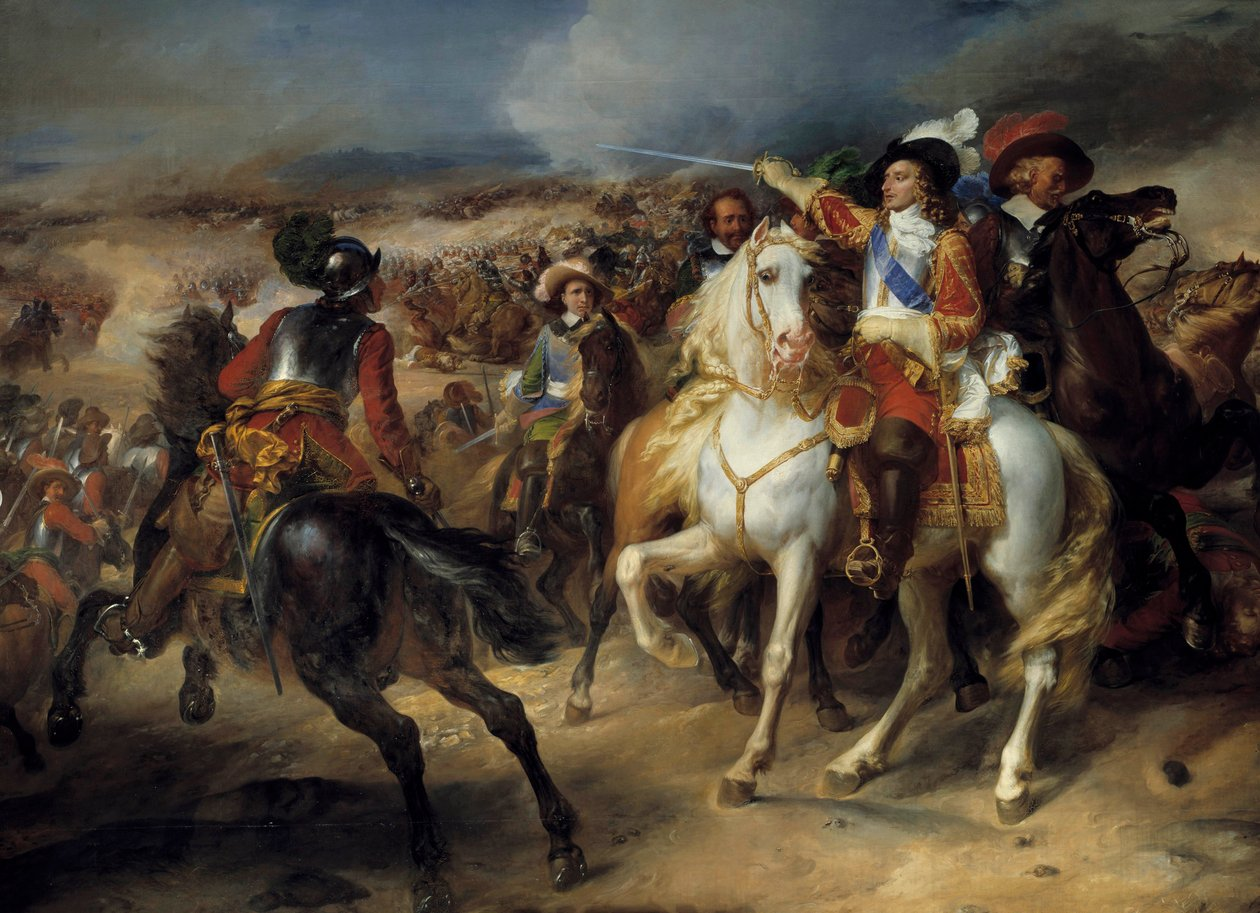
La bataille de Lens, par Jean-Pierre Franque (1774-1860)

- 15 janvier : second lit de justice afin de forcer l'enregistrement d'une collection d'édits fiscaux par le Parlement de Paris. L'avocat général Omer Talon s'insurge contre cette manière de faire.
- 29 avril : réunion à la chambre Saint-Louis, dans le palais de justice, des magistrats de la Cour des aides, de la Chambre des comptes et du Grand Conseil. Ils sont rejoints par quelques parlementaires à l'appel de Pierre Broussel.
- 30 avril : publication des termes du renouvellement du droit annuel par le surintendant des Finances Particelli d'Emery. Il était accordé gratuitement au Parlement de Paris alors qu'il était soumis pour les autres cours souveraines à une forte suppression de gages.
- 13 mai : arrêt d'Union du Parlement de Paris autorisant les délibérations communes des quatre cours souveraines dans la Chambre Saint-Louis.
- 17 mai : bataille de Zusmarshausen.
- 23 mai : lettre royale dénonçant l'arrêt de réunion.
- 30 juin : déclaration des 27 articles rédigée par la Chambre Saint-Louis qui constitue un véritable plan de réforme de l'État. Les parlementaires réclament la révocation des intendants, la diminution de la taille et le retour à l'ancienne perception par les élus et leurs receveurs, le consentement des parlements à la levée de nouveaux impôts, la révocation des traités et fermes d'impôts et l'interdiction d'emprisonner un sujet du roi plus d'un jour sans voir le juge. Ce texte constitue une limite au pouvoir absolu du roi et marque le début de la Fronde parlementaire.
- 1er juillet : lettre royale ratifiant les propositions de la Chambre Saint-Louis.
- 7 juillet : révocation du surintendant des Finances Particelli d'Emery. Il est remplacé par le maréchal de Charles de La Porte, duc La Meilleraye (1602-1664).
- 13 juillet : Mazarin cède sur la révocation des intendants, sauf les six intendants aux frontières, mais ces derniers ne disposent plus que de pouvoirs militaires.
- 31 juillet : la régente consent aux réforme demandées, notamment habeas corpus et libre enregistrement fiscal.
- 20 août : bataille de Lens remportée par le prince de Condé sur une forte armée espagnole.
- 26 août : Mazarin profite de l'euphorie de la victoire de Lens pour faire arrêter le conseiller Pierre Broussel et quelques autres meneurs parlementaires. Des barricades s'élèvent dans Paris, ce qui contraint Mazarin à faire marche arrière.
- 28 août : libération de Pierre Broussel qui met fin aux émeutes parisiennes.
- 13 septembre : la cour doit quitter Paris aux mains des Frondeurs
- 25 septembre - 4 octobre : les conférences de Saint-Germain-en-Laye tentent de rapprocher la cour (conduite à Rueil) et le Parlement.
- 24 octobre : fin de la Guerre de Trente Ans, l'empereur se résout à signer les traités de Westphalie, son prestige est entamé ; la France accentue sa pression sur l'est grâce à de nouveaux points d'appuis outre frontière et aux droits obtenus en Haute et Basse-Alsace (Strasbourg et Mulhouse mises à part). Les acquis de la Chambre Saint-Louis sont confirmés.
- Novembre : la cour rentre à Paris ; la régente et Mazarin sont décidés à vaincre la résistance parlementaire.

## 1649
- 5-6 janvier : la cour s'enfuit à Saint-Germain-en-Laye ; l'armée royale, forte de 10 000 hommes, confiée à Condé, assiège Paris. La France entre désormais en guerre civile. La capitale est défendue par les milices bourgeoises et quelques grands princes, tels les ducs de Beaufort, de Bouillon, La Rochefoucauld... Après le combat de Charenton, les environs de Paris sont pillés par les troupes royales afin d'affamer la capitale mais la plupart des provinces rallient la capitale.
- 9 février : à Londres exécution du roi Charles Ier Stuart oncle par alliance de Louis XIV.
- 11 mars : paix de Rueil conclue entre le roi et le parlement de Paris.
- 1er avril : la paix de Saint-Germain-en-Laye clôt la Fronde parlementaire.
- 18 août : retour triomphal de la cour à Paris.
- 22 septembre : émeute des rentiers de l'hôtel de Ville
- 18 octobre : les frondeurs bordelais prennent le Château Trompette.

## 1650
- 14 janvier : Mazarin s'allie aux meneurs de la Fronde, contre Condé, qui commence à lui faire de l'ombre.
- 18 janvier : arrestations de Condé, de son frère Conti et de son beau-frère Longueville : la Fronde des princes soulève leurs partisans ; reprise de la guerre civile.
- 11 février : mort de René Descartes à Stockholm en Suède.
- Février-octobre : la cour voyage pour pacifier successivement la Normandie, la Bourgogne et la Guyenne.
- mai : révolte des provinces du Midi à l'instigation de la princesse de Condé.
- 15 juin : l'armée espagnole aidée par Turenne prend Le Catelet.
- 22 juin : constitution du parti de l'Ormée à Bordeaux.
- 1er-5 octobre : capitulation et paix à Bordeaux.
- 15 décembre : Du Plessis-Praslin bat Turenne à Rethel.

## 1651

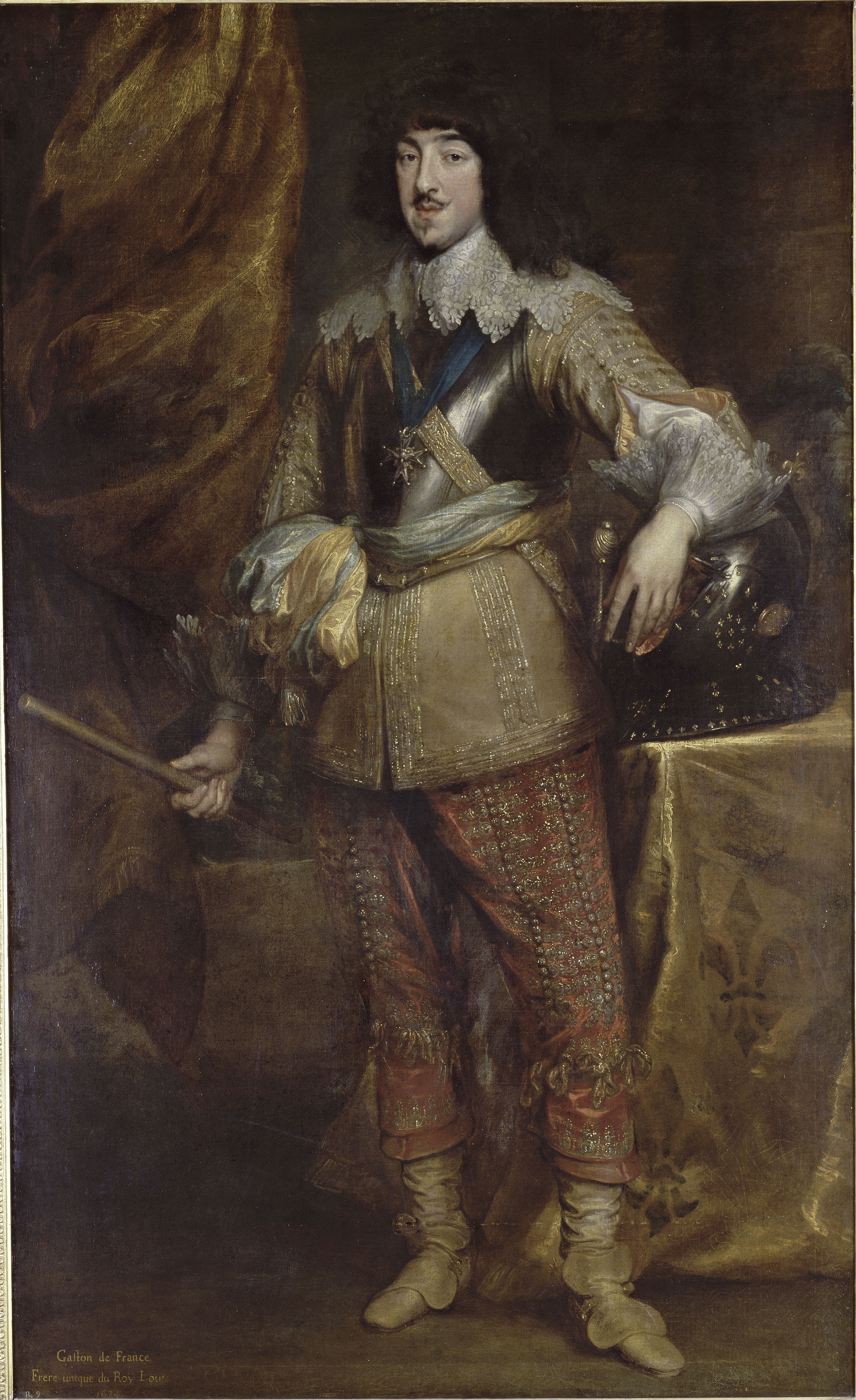
Gaston de France vers 1634, par Anthony Van Dyck.

- 30 janvier : Gaston de France s'allie aux frondeurs parlementaires et nobiliaires contre Mazarin.
- 6 février : Mazarin s'enfuit de Paris.
- 9-10 février : échec de la fuite du roi retenu prisonnier dans sa chambre par les manifestants parisiens
- 16 février : la régente libère les princes qui entrent triomphalement à Paris.
- Avril : rupture entre les deux Frondes.
- 6 septembre : Condé quitte Paris pour la Guyenne et le Berry où il lève des troupes et traite avec l'Espagne.
- 7 septembre : le roi a 13 ans, il est proclamé majeur.
- Septembre-novembre : les armées royales et condéennes s'affrontent en Poitou, puis en Guyenne.
- 6 novembre : trahison de Condé avec les Espagnols.
- Automne-hiver : la cour séjourne dans le Berry et en Poitou.
- 29 décembre : le Parlement proscrit Mazarin, rentré en France.

## 1652
- Henry Du Mont : il publie son recueil de motets intitulé Cantica sacra, recueil majeur dans l'histoire de la musique française.
- 28 janvier : Mazarin rejoint la cour à Poitiers ; la cour décide de marcher sur Paris par la Loire.
- 7 avril : Condé bat l'armée royale commandée par Turenne à Bléneau.
- 27 mai-7 juin : Condé échoue au siège d'Étampes.
- 2 juillet : combat du faubourg Saint-Antoine : Condé, battu par Turenne, entre néanmoins dans la capitale grâce à sa cousine, la Grande Mademoiselle.
- 4 juillet : fusillade de l'hôtel de Ville ; Condé fait régner la terreur dans Paris.
- 7 août - 20 octobre : le parlement de Paris est exilé à Pontoise
- 18 août : Mazarin s'exile pour faciliter l'apaisement souhaité par l'opinion publique.
- 16 septembre : le gouverneur de Dunkerque rend sa ville aux Espagnols.
- Automne : les Princes font leur soumission au roi (sauf Condé).
- 11 octobre : Barcelone est prise par Don Juan d'Autriche pour Philippe IV : fin de l'occupation française.
- 13 octobre : Condé s'enfuit vers Bruxelles.
- 21 - 22 octobre : le roi et la cour rentrent à Paris ; le Parlement voit ses droits à nouveau limités : révocation de la déclaration du 24 octobre 1648.
- 21 octobre : les Espagnols prennent la forteresse de Casale Monferrato.

## 1653
- 3 février : retour triomphant de Mazarin à Paris.
- 7 février : Fouquet est nommé surintendant des finances
- 16 mars : Jean-Baptiste Lully est nommé compositeur de la musique instrumentale de la chambre du roi.
- Juillet : fin de la Fronde.
- 9 - 26 septembre : siège et prise de Mouzon par Turenne.
- 27 novembre : reddition de Sainte-Menehould.

## 1654
- Cyrano de Bergerac, Œuvres diverses.
- Blaise Pascal, Traité du triangle arithmétique.
- 24 mars : Condé est condamné à mort par le Parlement.
- 7 juin : sacre de Louis XIV à Reims.
- 23 août : Condé lève le siège d'Arras devant Turenne.

## 1655
- 20 mars : Louis XIV fait enregistrer, en lit de justice, des édits financiers.
- 13 avril : nouveau lit de justice : le roi rappelle le Parlement à l'ordre.
- 14 juillet : prise de Landrecies par l'armée royale.
- 3 novembre : traité de commerce franco-anglais de Westminster.

## 1656
- 27 avril : création de l'Hôpital général de Paris.
- 16 juillet : Condé tient Turenne en échec devant Valenciennes.
- 27 septembre : Turenne prend La Capelle.

## 1657
- Cyrano de Bergerac, Histoire comique contenant les États et empire de la lune (posthume).
- Mars : traité de Paris : Mazarin et Cromwell s'allient contre l'Espagne.
- 31 mai : Turenne lève le siège de Cambrai devant Condé.

## 1658
- Molière, Le Docteur amoureux.
- 28 mars : renouvellement de l'alliance avec l'Angleterre d'Cromwell.
- Avril : début de la guerre des Sabotiers. Des paysans se soulèvent en Sologne à la suite de la décision des receveurs des tailles de ne plus accepter les liards, ces monnaies de cuivre qui avaient été acceptées par les surintendants pour faciliter les échanges. Durant l'été, le roi y envoie une colonne de soldats.
- 14 juin : Turenne bat Condé et les Espagnols à la bataille des Dunes près de Dunkerque.
- 23 juin : Turenne prend Dunkerque, remise aux Anglais le 26.
- 15 août : la France rejoint la Ligue du Rhin, union des princes rhénans face à la maison d'Autriche.

## 1659
- Pierre Corneille, Œdipe.
- 17 février : Fouquet reste seul surintendant des Finances à la mort de Servien.
- 7 mai : suspension des hostilités dans le conflit franco-espagnol.
- 23 juin : Hugues de Lionne est ministre d'État.
- 13 août-novembre : conférences de paix de la Bidassoa, inaugurées dans l'île des Faisans par Mazarin et Luis de Haro.
- 7 novembre : signature du traité des Pyrénées ; Louis XIV annexe le Roussillon et la Cerdagne, récupère l'Artois et reçoit quelques villes en Flandre, Hainaut, au Luxembourg et dans l'évêché de Liège. Un mariage est prévu entre Louis XIV et de sa cousine l'infante Marie-Thérèse.
- 18 novembre : première de la pièce de Molière, Les Précieuses ridicules.

## 1660

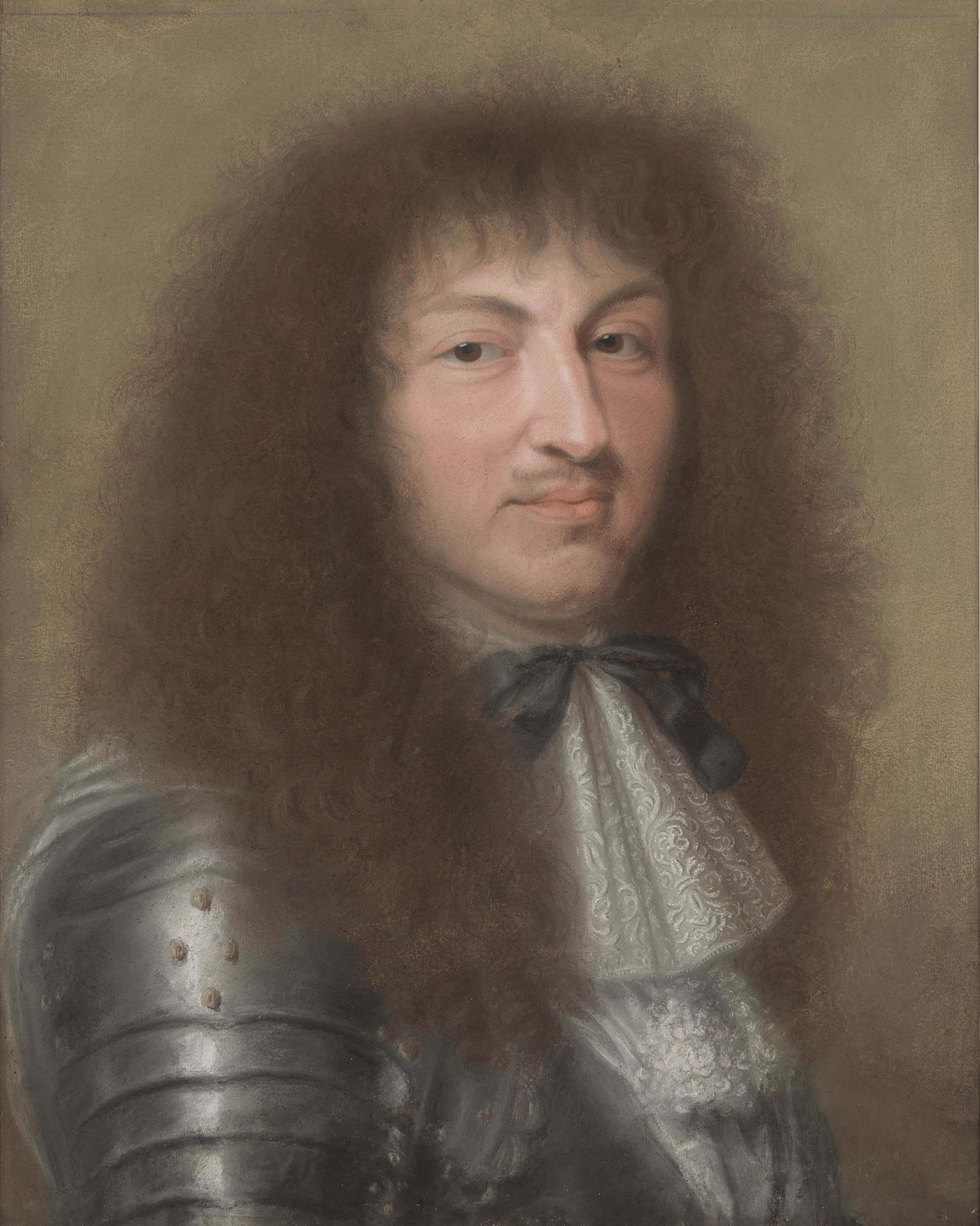
Louis XIV, par Robert Nanteuil, 1660

- Pierre Mignard, Portrait de Louis XIV.
- 20 janvier : les troupes royales occupent Marseille.
- 2 février : mort de Gaston d'Orléans frère de Louis XIII, En 1634, il conclut un traité secret avec l'Espagne et complote contre Richelieu avec le comte de Soissons, instigateur de plusieurs complots.
- 2 mars : Louis XIV rentre à Marseille, mise au pas.
- 9 juin : mariage de Louis XIV et de l'infante Marie-Thérèse à Saint-Jean-de-Luz.
- 26 août : entrée du couple royal dans Paris en liesse.
- 20 septembre : Mazarin supprime la Compagnie du Saint-Sacrement.
- Automne : Louis XIV décide d'aménager le petit château de Versailles[réf. nécessaire]

## 1661
- 28 février : traité de Vincennes entre Louis XIV et Charles IV de Lorraine.
- 8 mars : Colbert est nommé intendant des finances.
- 9 mars : mort du cardinal Mazarin, au château de Vincennes.
- 10 mars : Louis XIV annonce qu'il gouvernera en personne, mais conserve les collaborateurs de Mazarin, début de son pouvoir absolutiste.
- Mars-avril : réorganisation du Conseil du roi qui se compose de Fouquet, Le Tellier (associé à son fils Louvois), Lionne et le chancelier Séguier.
- 30 mars : fondation de l'Académie royale de danse.
- 31 mars : mariage de Monsieur et d'Henriette d'Angleterre.
- 13 avril : le Conseil impose la signature du formulaire antijanséniste au clergé.
- 24 juin : première de L'École des maris de Molière.
- 17 août : fête en l'honneur du roi donné par Fouquet au château de Vaux-le-Vicomte. On y assiste entre autres à la première représentation de Les Fâcheux de Molière.
- 5 septembre : arrestation de Fouquet après le succès des fêtes au château de Vaux-le-Vicomte.
- 15 septembre : suppression de la surintendance au profit d'un Conseil royal des Finances ; Colbert devient ministre d'État.
- 10 octobre : querelle franco-espagnole sur la préséance des ambassadeurs à Londres.
- 1er novembre : naissance du dauphin Louis, dit Monseigneur.

## 1662
- 24 mars : excuses publiques de l'Espagne dans l'affaire de la préséance des ambassadeurs.
- Mai-juillet : révoltes en Boulonnais.
- 6 juin : le roi achète la manufacture des Gobelins.
- Juin : le système de l'Hôpital général est généralisé.
- 20 août : affaire de la garde corse à Rome. La papauté doit s'excuser.
- 27 octobre : Louis XIV achète Mardyck et Dunkerque aux Anglais.

## 1663
- 18 janvier : Louis XIV ordonne par arrêt du Conseil d'État l'examen du projet de Pierre-Paul Riquet pour la création du canal du Midi.
- 24 février : Québec devient une colonie de la couronne de France.
- 8 mars : Charles le Brun devient directeur de la manufacture des Gobelins.
- Juillet : Louis XIV annexe Avignon et le Comtat[1].

## 1664
- 2 janvier : Colbert nommé surintendant des bâtiments, arts et manufactures.
- Avril : formulaire antijanséniste imposé au Clergé catholique français.
- Mai : fondation de la Compagnie des Indes occidentales (française).
- Août : création de la Compagnie des Indes orientales. Création des manufactures de tapisserie de Beauvais.
- 27 août : création de la Compagnie française des Indes orientales.
- 18 septembre : publication du tarif douanier protecteur.
- 20 décembre : condamnation de Fouquet au bannissement (peine commuée en détention à vie).
- Molière, Tartuffe.

## 1665
- Installation d'une colonie à l'île Bourbon (île de La Réunion).
- 15 février : le pape Alexandre VII impose un Formulaire.
- 31 août : institution des grands jours d'Auvergne pour punir les nobles coupables.
- 15 septembre : première représentation à Versailles de "L'Amour médecin" de Molière.
- 17 septembre : mort du roi d'Espagne Philippe IV. Début de la guerre de Dévolution.
- 17 octobre : début de la construction de la colonnade du Bernin au Louvre.
- 12 décembre : Colbert nommé Contrôleur général des finances.
- Molière, Dom Juan ; La Rochefoucauld, Maximes morales.

## 1666
- 20 janvier : mort d'Anne d'Autriche.
- 22 janvier : Saint-Germain-en-Laye devient la résidence principale du roi.
- 26 janvier : la France déclare la guerre à l'Angleterre.
- 22 mars : le roi décide la grande enquête sur la noblesse qui durera jusqu'en 1674.
- Octobre : édit pour la construction du canal des Deux-Mers.
- Molière, Le Misanthrope ; Furetière, Le Roman bourgeois.

## 1667
- Début de la construction du Grand Canal à Versailles et de l'Observatoire de Paris.
- 15 mars : création de la lieutenance générale de police de Paris, confiée à La Reynie.
- 3 avril : ordonnance civile de Saint-Germain-en-Laye, dite code Louis.
- 18 avril : renforcement du tarif douanier de 1664.
- 8 mai : Louis XIV envoie à la reine-régente d’Espagne, Marie-Anne d’Autriche, un Traité des droits de la reine. La France envahit les Pays-Bas espagnols (Flandre).
- 27 août : prise de Lille par Louis XIV.

## 1668
- Janvier-mai : les Provinces-Unies, l'Angleterre et la Suède forment la Triple alliance de La Haye contre la France.
- 3-19 février : conquête de la Franche-Comté par Condé.
- 2 mai : traité d'Aix-la-Chapelle.
- 23 octobre : Turenne se convertit au catholicisme.
- La Fontaine, Fables (premier recueil).

## 1669
- 1er février : édit limitant l'édit de Nantes.
- Février-mars : Colbert nommé secrétaire d'État à la Maison du roi (chargé de Paris) et à la Marine.
- Août : promulgation de l'édit sur la qualité des toiles, du Code forestier et du Code Louis.
- 4 septembre : édit sur les classes de la marine.
- Racine, Britannicus ; Molière et Lully, Monsieur de Pourceaugnac.

## 1670
- 31 mars : naissance du duc du Maine fils illégitime de Louis XIV et de la marquise de Montespan (légitimé en 1673).
- Juin : 
  - traité de Douvres entre la France et l'Angleterre (1er juin).
  - création de l'hôpital des Enfants-Trouvés.
  - mort d'Henriette d'Angleterre belle-sœur de Louis XIV (30 juin).
- Juin et décembre[réf. souhaitée] : alliance franco-anglaise contre les Provinces-Unies.
- 26 août : complément au Code Louis pour les affaires criminelles.
- Octobre-novembre : grandes fêtes au château de Chambord.
- Pascal, Pensées ; Corneille, Tite et Bérénice ; Racine, Bérénice.

## 1671
- 2 février : traité secret franco-anglais contre les Provinces-Unies.
- 1er septembre : mort d'Hugues de Lionne, qui est remplacé par Simon Arnauld de Pomponne.
- 19 novembre : second mariage de Monsieur frère du roi avec Élisabeth-Charlotte de Bavière dite la princesse palatine.
- Décembre : création de l'Académie royale d'architecture.
- Molière, Quinault et Lully, Psyché.

## 1672
- 28 janvier : mort du chancelier Séguier.
- 1er février : Louvois devient ministre d'État.
- Avril : alliance franco-suédoise contre les Provinces-Unies.
- 6 avril : début de la guerre de Hollande.
- 7 juin : bataille navale de Solebay entre l'alliance franco-anglaise et les Hollandais.
- 12 juin : le passage du Rhin par Louis XIV et son armée.
- 20 juin : les Hollandais ouvrent les digues.
- 8 juillet : Guillaume III d'Orange est nommé stathouder des Pays-Bas.
- 20 août : assassinat du grand-pensionnaire Johan de Witt et de son frère.

## 1673
- 10 février : l'extension du droit de régale provoque un conflit avec la papauté.
- 17 février : mort de Jean-Baptiste Poquelin, dit Molière.
- 29 juin : prise de Maastricht par Louis XIV.
- Décembre : le duc du Maine est légitimé.
- Rôle des parlements réduits à l'enregistrement des édits[réf. nécessaire].

## 1674
- Février : traité de Westminster entre l'Angleterre et les Provinces-Unies.
- Avril : édit qui généralise le droit du papier timbré. Les Invalides reçoivent leurs premiers pensionnaires.
- Juillet-Août : Turenne pratique la tactique de la « terre brûlée » en Palatinat.
- 11 août : victoire de Condé à Seneffe.
- 27 novembre : exécution du Chevalier de Rohan (complot de Latréaumont).
- Décembre : fin de la Compagnie des Indes occidentales (française).
- Louis Moréri, Grand Dictionnaire historique ; Nicolas Malebranche, De la recherche de la vérité.

## 1675
- Avril-septembre : révolte des "Bonnets rouges" en Bretagne.
- 27 juillet : Turenne est tué à la Bataille de Salzbach.

## 1676
- Ole Christensen Rømer détermine la vitesse de la lumière.
- 5 février : Les Bretons impliqués dans le soulèvement des Bonnets rouges sont amnistiés.
- Juin : Abraham Duquesne écrase la flotte espagnole à Palerme.
- 17 juillet : La marquise de Brinvilliers est exécutée.
- Novembre : Triomphe de la marquise de Montespan à la Cour.
- Décembre : Les Français reprennent Cayenne aux Hollandais.

## 1677
- Janvier: Racine fait jouer Phèdre
- 17 mars: le maréchal de Luxembourg s'empare de Valenciennes
- 11 avril : Victoire française à Cassel.
- 29 octobre : Le Tellier devient chancelier.
- Novembre : Guillaume III d'Orange-Nassau épouse la future Marie II d'Angleterre fille de Jacques II.
- Décembre : Les Français s'emparent de Tabago.

## 1678
- Richard Simon publie l' Histoire critique du Vieux Testament condamnée comme hérétique.
- début de la construction de l'Aile du Midi au château de Versailles.
- Madame de La Fayette publie La Princesse de Clèves.

- 9 mars : Le roi s'empare de Gand.
- Août : Début des négociations du traité de Nimègue.

## 1679
- début de la construction de la grande Écurie, de la petite Écurie à Versailles et du château de Marly.
- Invention de la "marmite" par Denis Papin.
- début de la lutte contre les Protestants.
- début de la politique des Réunions en Alsace et Franche-Comté
- 29 juin: le Grand Électeur de Brandebourg conclut la paix avec la France.
- 24 août: le cardinal de Retz, chef comploteur pendant la Fronde meurt.
- 18 novembre: Simon Arnauld de Pomponne secrétaire d'État aux affaires étrangères est disgracié.

## 1680
- Richelet publie le Dictionnaire français.
- 17 mars: mort de La Rochefoucauld.
- 18 août: création de la Comédie-Française.

- 7 mars: le Grand Dauphin épouse Marie-Anne-Christine de Bavière.
- 23 mars: Fouquet meurt en captivité à Pignerol.
- été: début de l'ascension de Madame de Maintenon à la Cour.

## 1681
- Bossuet publie son Discours sur l'histoire universelle et est nommé évêque de Meaux.
- 18 mars: début des dragonnades contre les Protestants en Poitou.
- 28- 30 septembre: Siège, capitulation et annexion de Strasbourg.
- octobre: Assemblée extraordinaire du Clergé catholique.
- 23 octobre: Louis XIV à Strasbourg.

## 1682
- Début le la construction du Grand Commun à Versailles (jusqu'en 1684).
- début de la construction de la machine de Marly (jusqu'en 1685).
- février: constitution de la Triple Alliance contre la France.
- 3 février: Traité de commerce avec le Sultan du Maroc Moulay Ismaïl.
- 19 mars: Déclaration des quatre articles, affirmant les libertés de l'Église gallicane.
- 9 avril: Cavelier de la Salle prend possession de la Louisiane en Amérique.
- 5 et 6 mai: Installation de la cour à Versailles.
- 6 août: naissance du duc de Bourgogne.

## 1683
- Juin: Abraham Duquesne bombarde Alger.
- 30 juillet: mort de la reine Marie-Thérèse, femme de Louis XIV.
- 6 septembre: mort de Colbert.
- 9 octobre: mariage secret de Louis XIV avec Madame de Maintenon.
- 26 octobre: L'Espagne déclare la guerre à la France.
- 19 décembre: naissance du Duc d'Anjou, futur Philippe V d'Espagne.

## 1684
- début des travaux sur l'Eure pour alimenter Versailles en eau.

- mai: Abraham Duquesne bombarde Gênes.
- 4 juin: le maréchal de Créquy prend Luxembourg.
- 15 août: trêve de Ratisbonne.
- 1er octobre: mort de Pierre Corneille.

## 1685
- début de la construction de l'Aile du Nord du Château de Versailles (jusqu'en 1689).
- À Paris fondation du Pont-Royal.

- mars: publication du Code noir applicable dans les colonies françaises.
- 15 mai: Louis XIV reçoit les excuses du Doge de Gênes.
- 18 octobre: Édit de Fontainebleau qui révoque l'Édit de Nantes.

## 1686
- Début de la construction du second Trianon à Versailles (jusqu'en 1689).
- Fontenelle publie l' Entretien sur la pluralité des mondes.
- 9 juillet: création de la Ligue d'Augsbourg contre la France.
- 1er septembre: ambassade de Siam à Versailles.
- 11 décembre: mort du Grand Condé.

## 1687
- la publication du Siècle de Louis XIV de Charles Perrault déclenche la querelle des Anciens et des Modernes.
- 22 mars: mort de Lully.

## 1688
- mars: Jean de La Bruyère publie Les Caractères.
- juillet: Le dauphin obtient une voix délibérative au Conseil des Dépêches et à celui des finances.
- septembre: le dauphin obtient le commandement d'une armée.
- 14 novembre: Guillaume III d'Orange débarque en Angleterre.

## 1689
- Début de la construction de la Chapelle du château de Versailles (jusqu'en 1710).
- les armées françaises ravagent le Palatinat.
- 26 janvier: Jean Racine fait jouer Esther.
- 23 février: en Angleterre avènement de Marie II d'Angleterre et de Guillaume III d'Orange.
- 15 avril: publication de l'ordonnance pour les armées navales.
- août: Fénelon devient précepteur du Duc de Bourgogne.
- 4 octobre: Colbert entre au Conseil d'en Haut.

## 1690
- Première édition du dictionnaire universel de Furetière
- 20 avril: mort de la Dauphine
- juin: L'amiral Tourville bat la flotte anglaise à Beachy Head
- 1er juillet: Le maréchal de Luxembourg vainqueur des Impériaux à Fleurus
- 18 août: le maréchal de Catinat vainqueur du duc de Savoie et du Prince Eugène à Staffarde
- 3 novembre: mort de Seignelay

## 1691
- juin- août: Tourville défend les côtes de l'ouest
- juillet: le Dauphin entre au Conseil des ministres
- 16 juillet: mort de Louvois

## 1692
- 18 février: Philippe d'Orléans, neveu du roi épouse Mademoiselle de Blois II, fille illégitime du roi.
- 26 mai-30 juin: Louis XIV assiège et prend Namur
- 2 juin: défaite de la flotte française à bataille de la Hougue
- 3 août: le maréchal de Luxembourg est vainqueur des germano-anglo-hollandais à Steinkerque

## 1693
- hiver très rude
- 27 mars: grande promotion des maréchaux (maréchal de Boufflers, maréchal de Catinat, Tourville, Villeroy ...)
- avril: création de l'ordre royal et militaire de Saint-Louis
- 5 avril: mort de la Grande Mademoiselle, cousine germaine de Louis XIV
- juin: Louis XIV renonce à commander en personne
- 29 juillet: le maréchal de Luxembourg est vainqueur de Guillaume III d'Orange à Neerwinden
- 4 octobre: Le maréchal de Catinat est vainqueur à La Marsaille

## 1694
- hiver très rude
- 18 juin: échec d'un débarquement anglais à Brest
- 8 août: mort d'Antoine Arnauld le grand penseur janséniste
- 24 novembre:naissance de Voltaire

- 5 mai: Louis XIV accorde des privilèges à ses enfants légitimés
- juin: Jean Bart est vainqueur en rade du Texel permet l'approvisionnement de la France en blé polonais
- août: Le maréchal de Luxembourg verrouille la frontière du Nord
- 5 septembre: Pierre LeMoyne d'Iberville s’empare du fort Nelson au Canada

## 1695
- Pierre Bayle publie le Dictionnaire historique et critique
- 13 avril: mort de Jean de La Fontaine
- 15 avril mort de Claude Lancelot, penseur janséniste
- 16 novembre: mort de Pierre Nicole, penseur janséniste
- 4 janvier : mort du maréchal de Luxembourg
- 18 janvier: établissement de l'impôt de la capitation
- 10 juillet: Fénelon sacré archevêque de Cambrai

## 1696
- 10 mai : mort de Jean de La Bruyère.
- juin : Jean Bart, vainqueur au Dogger Bank capture trente vaisseaux marchands.
- 28 juillet : mort du secrétaire d'État aux affaires étrangères Charles Colbert de Croissy.
- 29 août : Paix de Turin. La France rend Nice et la Savoie au duc de Savoie.

## 1697
- Charles Perrault publie les Contes de ma mère l'Oye
- 9 mai: début des pourparlers du traité de Ryswick. Signature en septembre et octobre.
- 7 décembre: le duc de Bourgogne épouse Marie-Adélaïde de Savoie

## 1698
- juin: Bossuet publie relation sur le quiétisme
- 19 juillet: traité d'amitié entre la France et la Suède

## 1699
- Fénelon publie Les aventures de Télémaque
- 21 avril: mort de Jean Racine
- 26 septembre: mort de Simon Arnauld de Pomponne, ministre d'État

## 1700
- 13 mars: La France et l'Angleterre s'accordent sur la succession d'Espagne
- 25 mars: la France et les Provinces Unies s'accordent sur la succession d'Espagne
- 2 octobre: Le roi Charles II d'Espagne désigne le duc d'Anjou comme son successeur
- 1er novembre: mort de Charles II d'Espagne
- 16 novembre: Louis XIV accepte pour son petit-fils la couronne d'Espagne
- 24 décembre : Philippe d'Anjou, petit-fils de Louis XIV, est couronné roi d'Espagne à Madrid, sous le nom de Philippe V.

## 1701
- 12 mars: la capitation est rétablie
- 9 juin: mort de Monsieur, Philippe de France, frère de Louis XIV

## 1702
- 1er février:Le maréchal de Villeroy est fait prisonnier par le Prince Eugène à Crémone
- 19 mars: mort du roi d'Angleterre Guillaume III d'Orange
- 27 avril: mort de Jean Bart
- 3 juillet: début de la guerre de Succession d'Espagne
- 24 juillet : dans les Cévennes, le meurtre de l'abbé du Chayla provoque la guerre des Camisards
- 23 octobre: désastre naval de Vigo

## 1703
- 16 mai: mort de Charles Perrault
- 16 mai: le Portugal rejoint les ennemis de la France et de l'Espagne
- 20 septembre: le maréchal de Villars vainqueur des autrichiens à Höchstädt
- 8 novembre: le duc de Savoie rejoint les ennemis de la France

## 1704
- 24 février: mort de Marc-Antoine Charpentier
- 12 avril: mort de Bossuet
- 9 mars: l'archiduc autrichien Charles, prétendant au trône d'Espagne, "Charles III", débarque à Lisbonne
- 12 mai : Armistice du pont d'Avène, reddition des protestants, fin de la guerre des Camisards.
- 13 août: le Prince Eugène et le duc de Marlborough battent les Français à Höchstädt ou Blenheim
- 24 août: victoire navale française contre les Anglais de Velez-Malaga
- octobre: "Charles III" débarque en Catalogne

## 1705
- 16 août: le duc de Vendôme bat le Prince Eugène à Cassano

## 1706
- Jean-Philippe Rameau publie le premier livre de pièces pour le clavecin
- mai: La Catalogne passe à l'archiduc Charles
- 23 mai: le maréchal de Villeroy est battu à Ramillies en Belgique
- 28 juin: l'archiduc Charles se proclame roi d'Espagne
- 7 septembre: le Prince Eugène bat les français près de Turin

## 1707
- Publication de La Dîme royale de Vauban
- 27 décembre: mort de dom Mabillon
- 30 mars: mort de Vauban
- 25 avril: le maréchal de Berwick bat les "carlistes" à Almansa (Espagne)

## 1708
- 11 mai: mort de Jules Hardouin-Mansart
- 20 février: Nicolas Desmarets devient contrôleur général en remplacement de Michel Chamillart
- 11 juillet: le duc de Vendôme est battu à Audenarde par le Prince Eugène et le duc de Marlborough
- 23 octobre-3 décembre: Lille est conquise par les ennemis de Louis XIV

## 1709
- Un des hivers les plus froids du siècle avec 1788. Paris atteint les −26 °C, la Seine gèle. Ces intempéries entraînent une famine et le début de nouvelles jacqueries.
- juin: Abraham Mazel soulève les protestants du Vivarais
- 9 juin: Michel Chamillart abandonne le secrétariat d'État à la Guerre
- 12 juin: appel solemnel de Louis XIV aux Français
- 11 septembre: Le maréchal de Villars battu à Malplaquet mais l'invasion est repoussée
- 29 octobre: les moniales de Port-Royal des Champs sont expulsées.

## 1710
22 janvier: le Conseil d’État ordonne la démolition de l’abbaye de Port-Royal des Champs.
- 15 février: naissance du duc d'Anjou, futur Louis XV de France
- 14 octobre: création de l'impôt du dixième
- 10 décembre: Le maréchal de Vendôme est vainqueur à Villaviciosa

## 1711
- 13 mars: mort de Nicolas Boileau
- novembre: Plans de gouvernement... proposés au duc de Bourgogne, nouveau Dauphin, par Fénelon
- 14 avril: mort du Dauphin, fils de Louis XIV
- 17 avril: mort de l'empereur Joseph Ier, son frère l'archiduc Charles, prétendant au trône d'Espagne, devient empereur
- 21 septembre: René Duguay-Trouin s'empare de Rio de Janeiro
- 8 octobre: préliminaires de paix entre la France et la Grande-Bretagne à Londres

## 1712
- 29 janvier: début des négociations à Utrecht
- 18 février: mort du Dauphin, le duc de Bourgogne
- 8 mars: mort du nouveau Dauphin, le duc de Bretagne.Le duc d'Anjou, futur Louis XV, devient Dauphin. Il n'a que deux ans
- 10 juin: mort du maréchal de Vendôme
- 24 juillet: victoire du maréchal de Villars à Denain
- 22 août: armistice franco-britannique dans les Flandres
- 5 novembre: Philippe V renonce à ses droits sur la couronne de France
- 30 décembre: publication de l'ordonnance pour la protection des nègres esclaves dans les îles de l'Amérique.

## 1713
- 11 avril: signature du traité d'Utrecht qui met fin à la guerre de Succession d'Espagne

## 1714
- 4 mai: mort du duc de Berry petit-fils de Louis XIV
- juillet: Louis XIV autorise ses enfants légitimés à lui succéder
- 12 septembre:duc de Berwick prend Barcelone
- 30 décembre: la vallée de Barcelonnette est réunie à la France

## 1715
- 7 janvier : mort de Fénelon
- 23 mai : Louis XIV déclare que ses fils légitimés sont assimilés à des princes du sang
- 10 août : Louis XIV se plaint d'une douleur à la jambe. Ses médecins pensent à une sciatique mais en fait, c'est une gangrène.
- 1er septembre : Mort de Louis XIV à Versailles

### Sources
- François Bluche, Louis XIV. Librairie Arthème Fayard.1986.
- Joël Cornette, Chronique du règne de Louis XIV, Paris, Sedes, 1997
- François Lebrun, La puissance et la guerre, Éditions du Seuil, 1997.